# Das Erste
Das Erste és el principal canal de televisió pública d'Alemanya, i el més antic del país. La seva programació consisteix en l'aportació de programes i esdeveniments de totes les cadenes regionals, que és coordinada pel consorci amb ARD.

## Història
El primer canal va començar les seves emissions de forma experimental al 27 de novembre del 1950 pel canal NWDR, que més tard es dividiria en la NDR i la WDR. El 1952 van començar les emissions regulars de la Deutsches Fernsehen, i de forma nacional l'1 de novembre del 1954 coordinada per la xarxa radiodifusora ARD per a 7 cadenes regionals, a les quals es va afegir el 1957 la cadena del Länder de Saarland, després de la tornada d'aquest territori a mans alemanyes.
Tot i que la cadena només podia veure's oficialment a Alemanya Occidental, un dels seus objectius declarats era que la televisió de la RFA pogués veure's també a Alemanya Oriental, a causa de la divisió del país i per combatre el règim informatiu del govern de la RDA. Per a això comptaven amb emissors de gran freqüència a les fronteres.
L'ARD va començar a emetre en color a partir del 1967 i el 30 de setembre de 1984 el canal passa a anomenar-se Erstes Deutsches Fernsehen. Amb la caiguda del comunisme a Alemanya Oriental i la unificació de les dues Alemanyes, la ARD obtingué les freqüències del primer canal de la TV pública de l'RDA. Al seu torn, la ARD integrà 2 nous canals d'aquesta zona: la MDR i l'ORB (actual RBB)
El 1994, el primer canal torna a canviar el seu nom, passant a ser Das Erste (La primera), denominació que manté avui.